# Saint-Quay-Portrieux
Saint-Quay-Portrieux  (en bretón Sant-Ke-Porzh-Olued) es una población y comuna francesa, situada en la región de Bretaña, departamento de Côtes-d'Armor, en el distrito de Saint-Brieuc y cantón de Étables-sur-Mer.

## Demografía
| 3402 | 3105 | 3123 | 2977 | 3018 | 3114 |
| Para los censos de 1962 a 1999 la población legal corresponde a la población sin duplicidades (Fuente: INSEE [Consultar]) |      |      |      |      |      |

## Geografía
La comunidad de Saint-Quay-Portrieux se encuentra en el departamento de Côtes-d'Armor (Costas del mar), en otro tiempo llamada las Costas del Norte, en Bretaña. Se sitúa en la bahía de Saint-Brieuc, siendo Saint-Brieuc la capital del departamento.
La costa de Saint-Quay-Portrieux llamada costa del Sur del Goëlo (côte du Sud du Goëlo), va de Saint Brieuc hasta Paimpol, situado más al norte, frente al archipiélago de Bréhat. 
En estas mismas costas y a pocos kilómetros de Saint-Quay-Portrieux se encuentra la comunidad de Plouha donde se ven los acantilados mal altos de toda Bretaña y el punto más alto está a 104 metros del nivel del mar.
La isla Harbour es una pequeña isla rocosa situada a 1,8kmde la ribera de Saint-Quay-Portrieux, frente a la punta de Saint-Quay, también llamada la punta des semáforo. Esta isla superó un incendio en 1850 marcando el archipiélago de Saint Quay. Es la única isla que a día de hoy sigue habiendo vegetación.